# Begonia abbreviata
Begonia abbreviata es una especie de planta de la familia Begoniaceae. Esta begonia es originaria de Vietnam. Esta especie fue descrita en 2015 por el botánico chino Ching-I Peng y el epíteto específico es abbreviata que significa «atajo».